# Kaliumhexafluorogermanat
Kaliumhexafluorogermanat ist eine anorganische chemische Verbindung des Kaliums aus der Gruppe der Germanate.

## Gewinnung und Darstellung
Kaliumhexafluorogermanat kann durch Reaktion von Germaniumdioxid mit Flusssäure und Kaliumchlorid gewonnen werden.
{\displaystyle \mathrm {GeO_{2}+6\ HF+2\ KCl\longrightarrow K_{2}[GeF_{6}]+2\ HCl+2\ H_{2}O} }

## Eigenschaften
Kaliumhexafluorogermanat ist ein weißer, nicht hygroskopischer Feststoff, der wenig löslich in Wasser ist. Bei 18 °C lösen sich 5,4 g/l, bei 100 °C 25,8 g/l Wasser. Er kommt in drei Modifikationen vor, wobei die Umwandlungen bei 240 °C und 500 °C erfolgen. Bei Raumtemperatur existiert eine trigonale Kristallstruktur mit der Raumgruppe P3m1 (Raumgruppen-Nr. 164) und den Gitterparametern a= 5,62 Å und c = 4,65 Å.